# هجوم بني براك 2022
هجوم بني براك هو هجومٌ مسّلحٌ حصل في 29 آذار/مارس 2022 في مدينة بني براك، إسرائيل. نفَّذَ الهجوم فدائي فلسطيني كان معتقلًا من قبلُ لدى جيش الاحتلال الإسرائيلي. تسبَّبَ الهجوم في مقتل 5 مستوطنين إسرائيليين، وقد جاءَ بعد أيامٍ قليلةٍ من هجوم بئر السبع وهجوم الخضيرة.

## العمليّة
نجحَ حمارشة في تخطّي الحواجز والمحظورات التي وضعها جيشُ الاحتلال الإسرائيلي بفعل العمليّات الأخيرة في الخضيرة و‌النقب وذلك بعدما كانت سلطات الاحتلال قد أعلنت قُبيل أيّام إغلاق كافة المداخل بين الضفة الغربية وداخل الخط الأخضر. حصلَ الهجوم المسلّح جاء بعد ساعات من الإغلاق، ورغم التحوّط الأمني الإسرائيلي.
وفقًا للتحقيقات الأولية التي نقلتها عن صحيفة يديعوت أحرونوت الإسرائيلية، فقد قاد حمارشة مركبة إسرائيلية واستخدم سلاحا رشاشا من طراز إم 16 لا يعود للجيش الإسرائيلي. ورجّحت الصحيفة أن البندقية مهربة من الأردن أو مصر عبر تجار سلاحٍ من إسرائيل أو من مناطق السلطة.

## المهاجِم
يُدعى المهاجِم ضياء حمارشة وهو شابٌ فلسطيني من مواليدِ عام 1995 في بلدة يعبد التي تقع جنوب مدينة جنين شمال الضفة الغربية. اعتقلهُ جيش الاحتلال الإسرائيلي عام 2016 وقضى 30 شهرًا في سجونه بتهمة «حيازة السلاح والتجارة به». أكملَ بُعيد الإفراج عنه امتحان الثانوية العامّة وتقدّم للدراسة في الجامعة لكنه لم يُكملها بسبب انغماسه بالعمل وكسبِ لقمة عيشه في بيعِ الهواتف الخلويّة والتبغ. عاشَ ضياء خلال اعتقاله في قسمِ أسرى حركة الجهاد الإسلامي، وقد انتشرَ له مقطع فيديو وهو يحملُ راية حركة المقاومة الإسلامية (حماس) خلال مشاركتهِ في إحدى الفعاليات.

## ردود الفعل

### على الأرض

#### فلسطين
بعد إعلانِ اسمِ ضياء بوصفهِ منفذًا للعمليّة التي أدت إلى مقتل وإصابة عدد من المستوطنين الإسرائيليين، نعته عددٌ من القوى الوطنية وأهالي يعبد في مكبرات الصوت بمساجد البلدة. حظيت عملية ضياء حمارشة التي وُصفت بالنوعيّة باحتفاءٍ واسعٍ في أوساط الفلسطينيين، وأيدتها الفصائل الفلسطينية وباركتها.
خرجَ العشرات في بلدة يعبد مسقط رأس ضياء في مسيرة داعمة ومؤازرة لعائلته ليلًا، و«هتفوا له مشيدين بعمله البطولي»، فيما وزَّع شبانٌ في البلدة الحلوى على المارة، كما أغلقوا الطريق الرئيس واشتبكوا مع جنود الاحتلال خلال اقتحامهم لها فجرًا. جابَ أنصار حزب الله شوارع العاصِمة اللبنانيّة بيروت موزّعين الحلوى احتفالًا بالهجوم في بني براك.

#### إسرائيل
اقتحمت قوات الاحتلال منزل عائلة ضياء قرابة الرابعة من فجر يوم الثلاثين من آذار/مارس، وعزلت النساء عن الرجال ثمّ أجرت تحقيقات ميدانية واسعة وعنيفة وخاصّة مع شقيقِ ضياء الأكبر يزن الذي اقتادوه معتقلًا بعد أن قيّدوه وعصبوا عينيه كما صرَّح والد ضياء لمصادر فلسطينيّة. قامَ جنود الاحتلال خلال الاقتحامِ أيضًا بإحداثِ ثقوب في منزل عائلة ضياء المكوّن من 3 طوابق، تمهيدًا لهدمه.

### سياسيًا
أصدر رئيس الوزراء الإسرائيلي نفتالي بينيت بيانًا يُدين الهجوم وأعلن زيادة الإجراءات الأمنيّة. كان نيل ويغان وديميتير تزانتشيف، سفيرا بريطانيا والاتحاد الأوروبي لدى إسرائيل على التوالي، أول من أدانَا الهجوم. ندَّد الرئيس الفرنسي إيمانويل ماكرون بالهجوم وقال إنَّ «قلبهُ مع الضحايا وأحبائهم». أكَّدت السفارة الأوكرانية في إسرائيل التقارير التي تفيد بأن المارة اللذين قُتلا في البقالة هما مواطنان أوكرانيان، وحثت على «وقف تصعيد العنف والإرهاب»، كما تلقى الهجوم استنكارًا من السفارة التركيّة في تل أبيب. على الجانب المقابل، فقد قال رئيس السلطة الوطنية الفلسطينية محمود عباس في بيان رسمي إنَّ «قتل المدنيين الفلسطينيين والإسرائيليين لا يؤدي إلا إلى تدهور الأوضاع».

## عمليّة جنين

### العمليّة
قتلت القوات الإسرائيليّة يوم السبت الموافق للثاني من نيسان/أبريل 3 فلسطينيين ينتمونَ لحركة الجهاد الإسلامي خلال عمليّة في الضفة الغربية وذلك عقبَ الهجمات التي نفّذها فلسطينيّون في مناطق متفرّقة في الأراضي الفلسطينية المحتلَّة وإسرائيل بينها هجوم بني براك. أوضحت الشرطة الإسرائيلية في بيانٍ لها أنَّ «وحدة إسرائيلية خاصة في مكافحة الإرهاب كانت في عملية في المنطقة وتلقَّت معلومات عن خلية إرهابية في طريقها لشنّ هجوم وأوقفت السيارة التي كانوا فيها بين جنين وطولكرم»، وأضافت الشرطة أن الناشطين الثلاثة فتحوا النار عندما حاول الجنود توقيفهم قرب جنين وحصل تبادل لإطلاق النار أدى إلى مقتلِ الناشطين الفلسطينيين الثلاثة وإصابة أربعة جنود.
أكَّدت حركة الجهاد الإسلامي مقتل الثلاثة، ونعت «ثلاثة مجاهدين من أبطالها في الضفة الغربية الباسلة» مشيرةً إلى أنَّ اثنين منهم من محافظة جنين والثالث من طولكرم في الضفة الغربية. قالت سرايا القدس الجناح العسكري للحركة في بيانٍ إنهم «ارتقوا جرَّاء عملية اغتيال صهيونية غادرة جرت عند مفترق عرابة في جنين فجر اليوم … ليلتحقوا بركب من سبقهم في سبيل الجهاد والمقاومة على طريق القدس وفلسطين».

### ردود الفعل
ندَّد رئيس الوزراء الفلسطيني محمد اشتية باغتيال إسرائيل الفلسطينيين الثلاثة في شمالي الضفة الغربية المحتلة، ووصفَ اشتية في بيان «استشهاد الفلسطينيين الثلاثة بالجريمة المروعة التي توجب محاسبة مرتكبيها أمام محكمة الجنايات الدولية»، وطالب قادة إسرائيل «بالتوقف عن ارتكاب الجرائم والانتهاكات بحق الشعب الفلسطيني، والاستجابة لحقوقه المشروعة في الحرية والاستقلال، وإنهاء الاحتلال وإقامة دولته المستقلة وعاصمتها القدس». قالت حركة حماس في بيانٍ لها «إنَّ سياسة القتل والاغتيال التي ينتهجها العدو ضدّ أبناء شعبنا في الضفة الغربية والقدس المحتلة، لن توفّر له الأمن المزعوم الذي يبحث عنه».